# NGC 2771
NGC 2771 is een balkspiraalstelsel in het sterrenbeeld Grote Beer. Het hemelobject werd op 8 maart 1831 ontdekt door de Britse astronoom John Herschel.

## Synoniemen
- UGC 4817
- MCG 8-17-51
- ZWG 264.77
- KCPG 190B
- PGC 25875